# Herľany (hrad)
Herľany jsou zaniklý hrad ve správním území obce Vyšná Kamenica v okrese Košice-okolí v Košickém kraji na Slovensku. Nachází se severovýchodně od Vyšné Kamenice, na výběžku vrchu Hradisko v západní části Slanských vrchů. Podle archeologických nálezů byl hrad založen ve třináctém století.

## Historie
Hrad byl podle archeologických nálezů založen ve třináctém století a je možné, že souvisel se zaniklou vesnicí Púch, připomínanou k roku 1289. Hrad i vesnice zanikly v blíže neznámé době, snad na přelomu čtrnáctého a patnáctého století. Zakladatelé hradu patrně patřili k rodu Aba, který ve druhé polovině třináctého století vlastnil okolní krajinu. Jedním z příslušníků rodu byl Petr z Drienova, jehož synové Tomáš a Jan se před rokem dělili o majetek. Okolí herľanského hradu tehdy připadlo nejprve Tomášovi, ale později je získal Jan.

## Stavební podoba
Hrad měl dvoudílnou dispozici. Na severovýchodní a jihovýchodní straně jej obklopuje asi sedm metrů široký příkop. Za kratší stranou příkopu se nachází přední díl hradu beze stop zástavby. Přímo na něj navazuje hradní jádro s lichoběžníkovým půdorysem o rozměrech 25 × 14–18 metrů. V čele jádra se nachází torzo okrouhlé obytné věže o vnitřním průměru přesahujícím pět metrů, z níž zůstal patrný fragment zdiva. Obvodové opevnění se dochovalo jen v podobě nízkého valu, který je pozůstatkem zděné hradby.